# Улица Люкати
Улица Лю́кати, также Лю́кати-те́э и Лю́кати те́э — улица в Таллине, столице Эстонии.

## География
Проходит в микрорайонах Козе и Клоостриметса городского района Пирита, рядом с рекой Пирита. Начинается от улицы Козе и заканчивается на перекрёстке с улицей Клоостриметса.
Протяжённость — 2192 метра.
По улице проходит кольцевая гоночная трасса Пирита—Козе—Клоостриметса. На улице расположен мост Люкати (другое название — мост Рандвере) через реку Пирита.

## История
Улица получила своё название 12 июля 1949 года по старому мельничному хутору Люкати с мельницей на берегу реки Пирита. Ранее она называлась Люкатская дорога.
Улица практически не застроена. Её регистровый адрес имеют три малоэтажных здания: № 1, 2А и 6.
Общественный транспорт по улице не курсирует.

## Памятник культуры
- Kose tee 27 / Lükati tee 1 — вилла Танненроде (эст. villa Tannenrode), памятник архитектуры

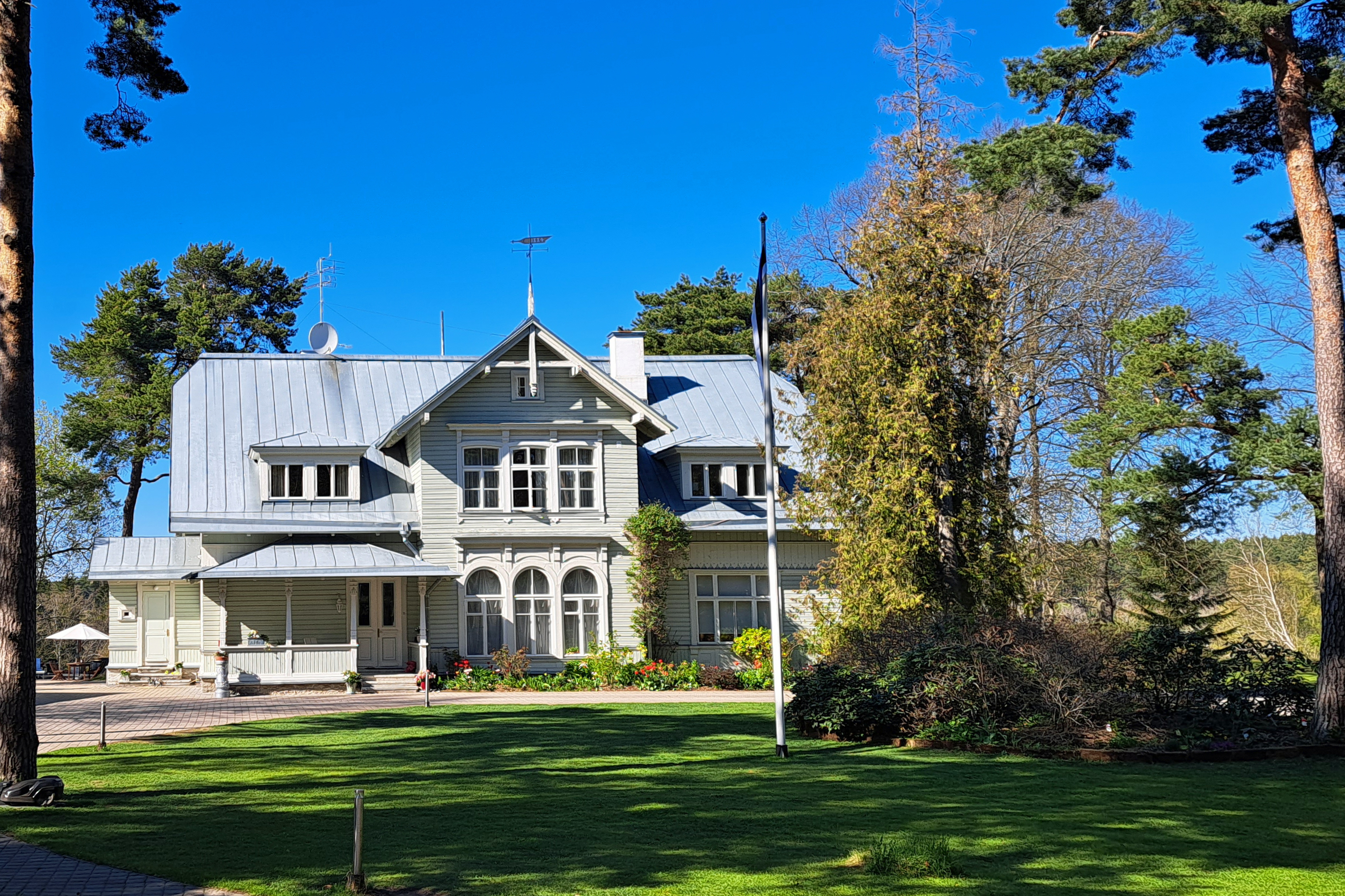
Дом 1, вилла Танненроде в мае 2023 года

Построена в 1884 году. Является характерным примером летней мызы 19-го столетия.
Деревянное двухэтажное здание на низком каменном цоколе выполнено в стиле историзма. Внешние стены крыты горизонтальной и вертикальной обшивкой и имеют богатый деревянный декор. Вилла отреставрирована в 2000-х годах, тогда же были внесены несколько изменений в строение фасадов, пристроен балкон. На рубеже 19—20-го столетий виллу приобрёл немецкий консул Николай Кох (Nikolai Koch). В 1999 году она была внесена в Государственный регистр памятников культуры Эстонии, в 2004 году получила премию внутреннего дизайна (дизайнеры Лейла Пяртельпоэг и Карл Эрик Тарбе (Karl Erik Tarbe) создали интерьеры в стиле 19-го столетия).
При инспектировании 14.03.2019 состояние здания было оценено как хорошее. Одно время вилла находилась в пользовании российского посла.

Улица Люкати
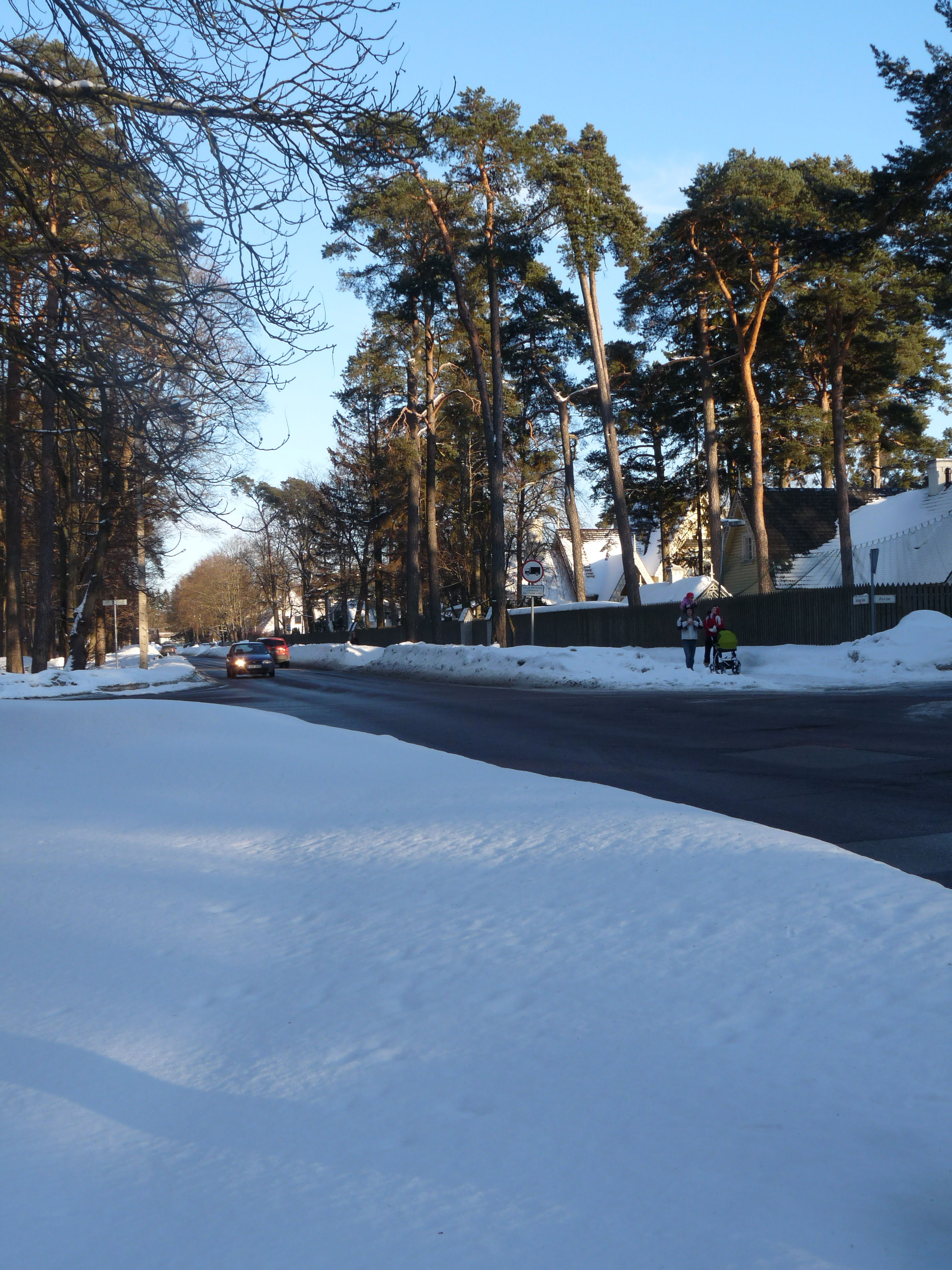
Перекрёсток улиц Козе и Люкати
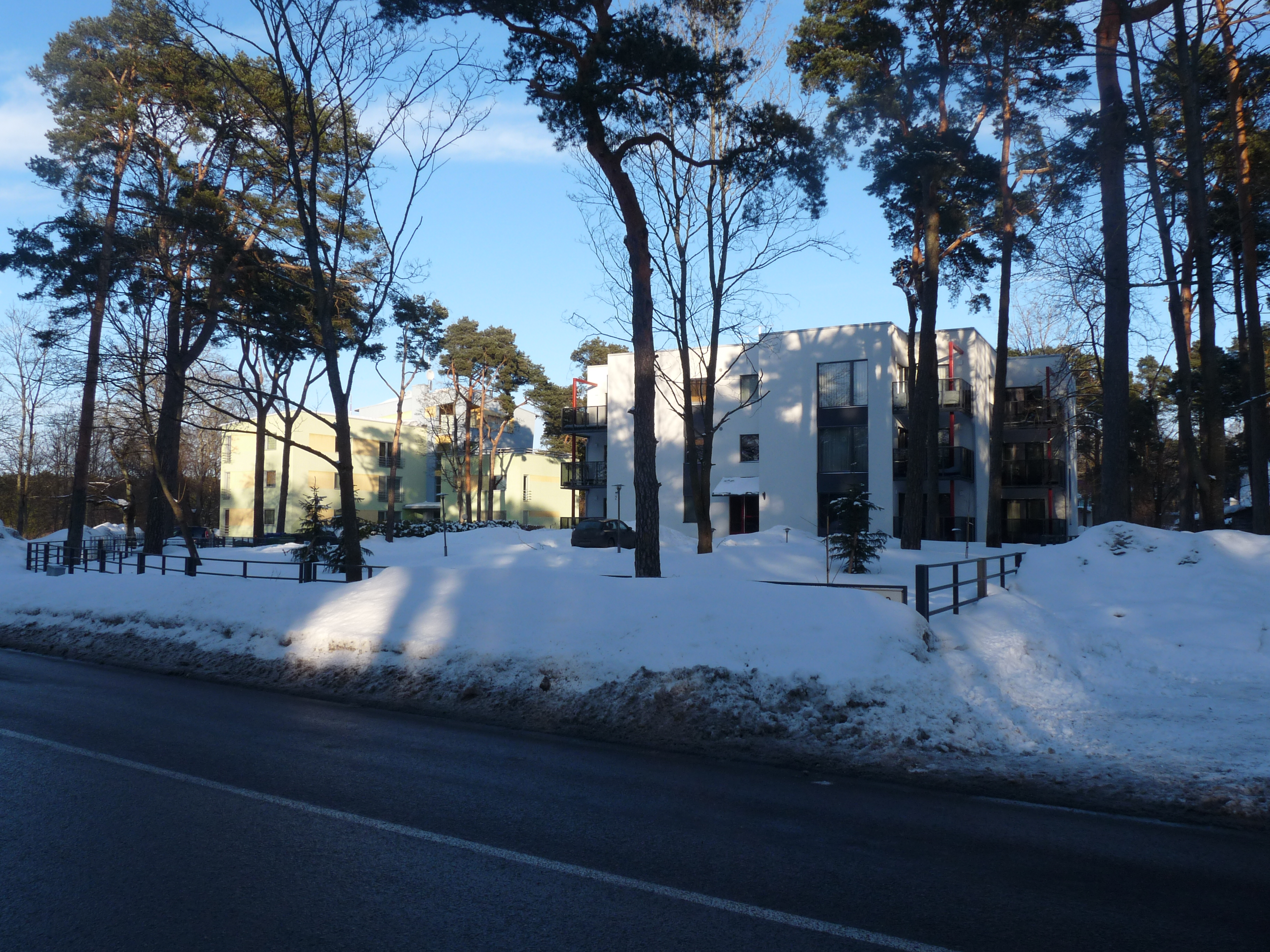
Дома 2А и 6
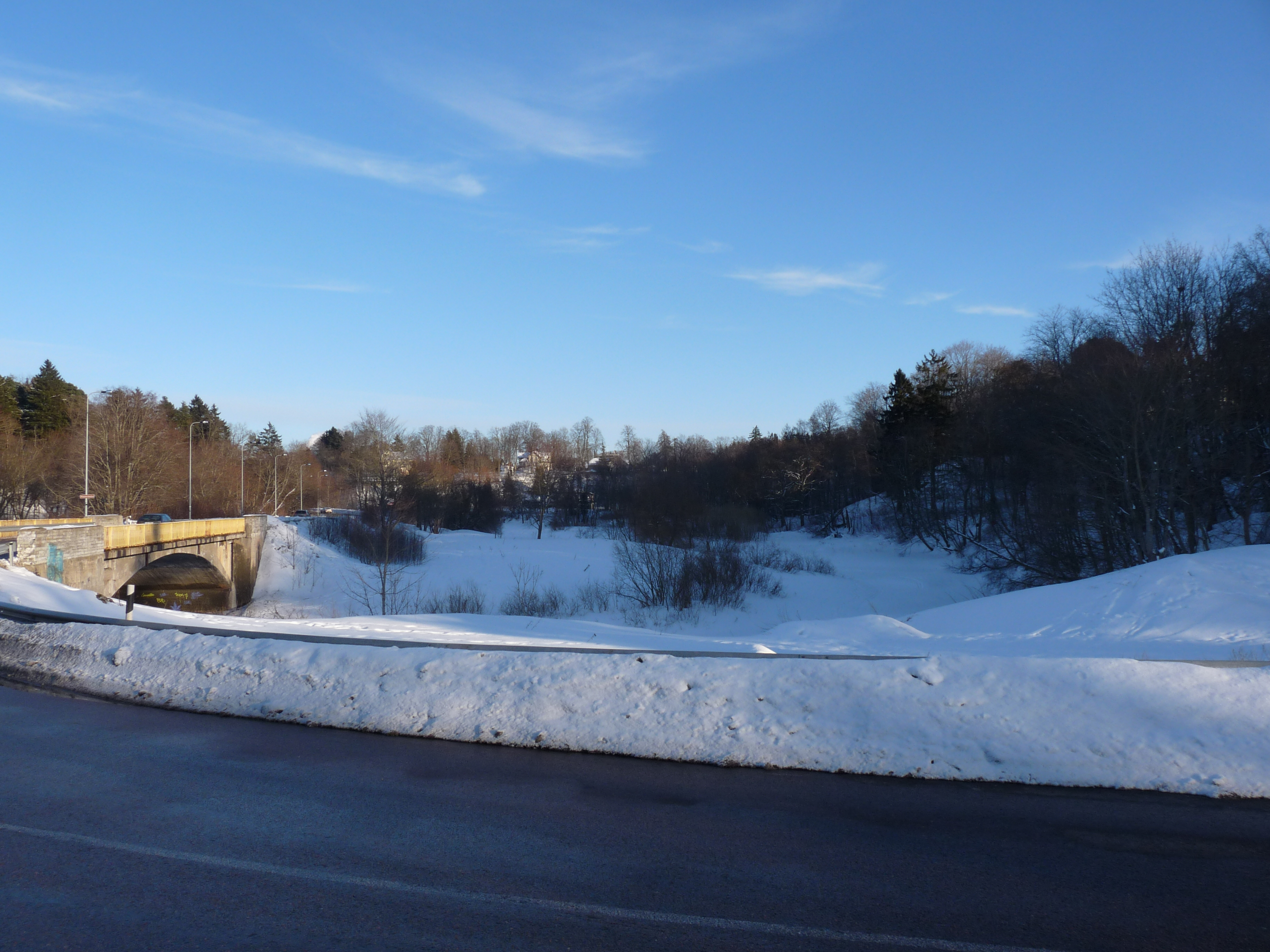
Начало улицы, слева — мост Люкати
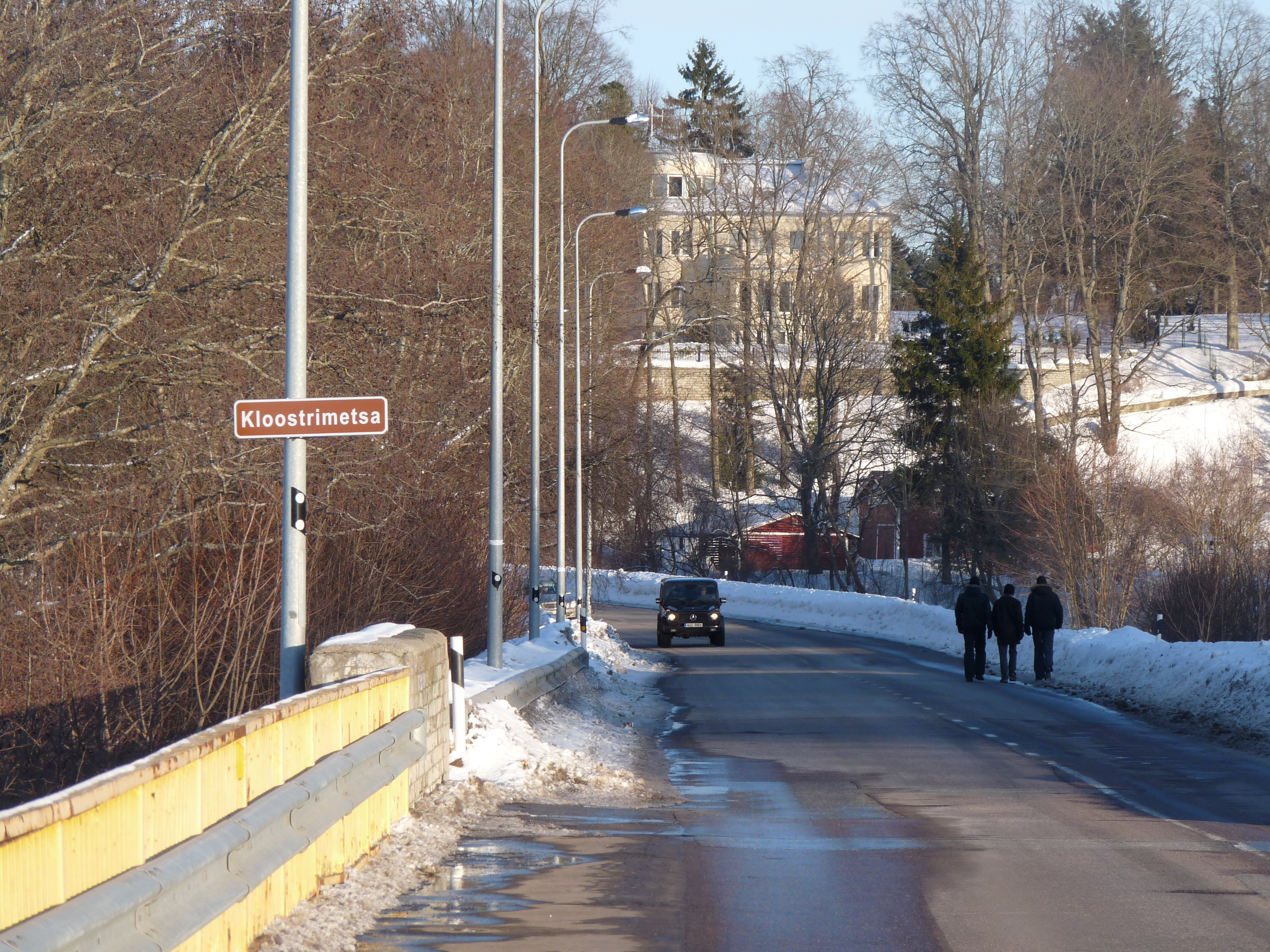
Улица возле моста Люкати
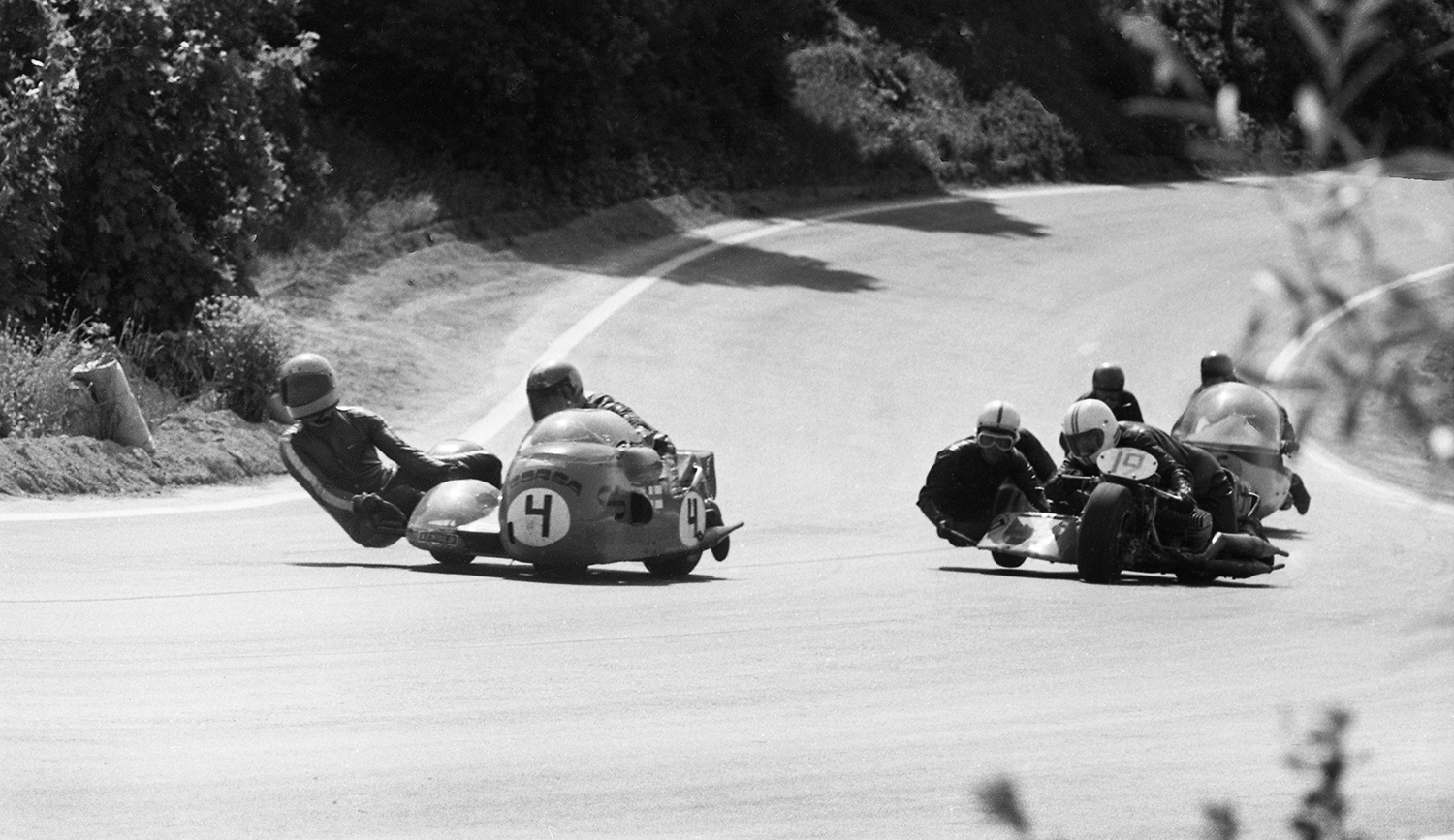
Мотогонки по трассе Пирита—Козе—Клоостриметса, 1970-е годы